# Aregnazan of de magische wereld
Aregnazan of de magische wereld (Armeens: Արեգնազան կամ Կախարդական աշխարհ) is een sprookje van de Armeense schrijver Ghazaros Aghajan. Het is een navertelling van een oud Armeens volkssprookje en werd gepubliceerd in 1887, in Tbilisi.

## Plot
Aregnazan groeit op als een meisje samen met twee zussen, maar gedraagt zich steeds meer als een jongen. Als Aregnazan opgroeit, gaat zij in dienst bij de koning en doet zich voor als een jongen. De dochter van de koning, Noenoefar, wordt verliefd op Aregnazan, maar omdat deze haar liefde onbeantwoord laat, wordt ze ziek. De koning vraag Aregnazan om op zoek te gaan naar het water van onsterfelijkheid, want alleen dat kan de prinses redden.
Aregnazan reist naar de magische wereld om dat water te vinden. Bij een meer ontmoet zij feeën, van deze feeën krijgt zij waarnaar zij op zoek was: water van onsterfelijkheid, maar ook waar zij niet om had gevraagd: Aregnazan wordt een man.
Op zijn terugweg komt Aregnazan langs een stad die veertig jaar tevoren door een heks is betoverd: alle bewoners zijn stenen geworden, alleen de koning van de stad is half levend, maar kan zich niet bewegen. Aregnazan weet de heks te verslaan en de stad te onttoveren, waarna het weer tot leven komt.
Aregnazan keert terug naar zijn vaderland, nu als een echte man. Het water van onsterfelijkheid maakt de prinses weer gezond. Aregnazan merkt nu pas hoe mooi zij is en wordt verliefd op haar. Het sprookje eindigt met het huwelijksfeest van beiden.